# Fernán Gómez de Ciudad Real
Fernán Gómez de Cibdarreal ou de Ciudad Real, né en 1388 à Ciudad Real et mort en 1457, est un médecin espagnol.

## Biographie
Filleul de Pero López de Ayala, favori du connétable Álvaro de Luna, il est connu pour l'ouvrage Centón epistolario, recueil de 105 lettres retraçant les événements du règne de Jean II de Castille, qui est en réalité une œuvre de Jean Antoine de Vera et Figueroa. La supercherie a été découverte à la fin du XIXe siècle.